# Шаньчжоу
Шаньчжо́у (кит. упр. 陕州, пиньинь Shǎnzhōu) — район городского подчинения городского округа Саньмэнься провинции Хэнань (КНР). Район назван по административной единице, чьи власти размещались в этих местах в средние века.

## История
Когда эти места вошли в состав царства Цинь, то в 390 году до н. э. был образован уезд Шаньсянь (陕县). При империи Северная Вэй в 487 году была создана область Шаньчжоу (陕州). При империи Цин в 1724 году она была поднята в статусе до «непосредственно управляемой» (то есть стала подчиняться напрямую властям провинции, минуя промежуточное звено в виде управы). После Синьхайской революции в Китае была проведена реформа структуры административного деления, и в 1913 году области были упразднены, а на землях, ранее напрямую подчинённых властям области Шаньчжоу, был вновь образован уезд Шаньсянь.
В 1949 году был образован Специальный район Шаньчжоу (陕州专区), и уезд вошёл в его состав. В 1952 году Специальный район Шаньчжоу был присоединён к Специальному району Лоян (洛阳专区). В 1957 году началось строительство плотины Саньмыньсяшуйку, и постановлением Госсовета КНР в марте 1957 года был создан город Саньмэнься, подчинённый напрямую правительству провинции Хэнань. В 1959 году уезд Шаньсянь был присоединён к городу Саньмэнься, но в 1961 году был воссоздан. В 1969 году Специальный район Лоян был переименован в Округ Лоян (洛阳地区).
В 1986 году был расформирован округ Лоян, а вместо него образованы городские округа Лоян, Саньмэнься и Пиндиншань; уезд Шаньсянь вошёл в состав городского округа Саньмэнься.
Постановлением Госсовета КНР от 16 февраля 2015 года уезд Шаньсянь был преобразован в район Шаньчжоу.

## Административное деление
Район делится на 4 уличных комитета и 9 волостей.